# Stacked Rubbish
A Stacked Rubbish (stlizálva STACKED RUBBISH) a Gazette japán visual kei rockegyüttes harmadik stúdióalbuma, amely 2007. július 4-én jelent meg Japánban a Sony Music Records gondozásában. A lemez a CLJ Records és a JPU Records kiadásában is megjelent Európában. A Stacked Rubbish a harmadik helyen mutatkozott be a japán Oricon eladási listáján, melyen összesen 11 hetet töltött el. A korlátozott példányszámú kiadást egy alternatív borítójú slipcase-be csomagolták és egy speciális dalszövegeket tartalmazó füzetecske is járt hozzá. A Stacked Rubbish volt a zenekar első olyan albuma, melyre Kai is írt dalokat.

## Számlista
Az összes dalszöveg szerzője Ruki, az összes szám szerzője a Gazette.
1. Art Drawn by Vomit – 1:49
2. Agony – 4:15
3. Hyena – 4:16
4. Burial Applicant – 4:27
5. Ganges ni akai bara (ガンジスに紅い薔薇; Hepburn: A Gangesz vörös rózsák?) – 4:08
6. Regret – 4:30
7. Calm Envy – 6:05
8. Swallowtail on the Death Valley – 4:06
9. Mob 136 Bars – 2:39
10. Gentle Lie – 3:53
11. Filth in the Beauty – 4:11
12. Circle of Swindler – 2:58
13. Csizuru (千鶴; Hepburn: Ezer daru?) – 5:47
14. People Error – 2:58

2. lemez (DVD, csak a korlátozott példányszámú kiadásnál)
1. Burial Applicant
2. Csizuru Apartment Movie Version (千鶴 (映画[アパートメント]劇場上映ver.?)